# Storgrundet (Tistersöarna)
Storgrundet is een Zweeds eiland  / zandbank behorend tot de Lule-archipel. Het ligt aan de oostkant van de eilandengroep Tistersöarna in de archipel. Het heeft geen vaste oeververbinding en heeft geen bebouwing.